# Mesochorus aquoreus
Mesochorus aquoreus är en stekelart som beskrevs av Dasch 1974. Mesochorus aquoreus ingår i släktet Mesochorus och familjen brokparasitsteklar. Inga underarter finns listade i Catalogue of Life.